# دنیس برین
دنیس برین (انگلیسی: Dennis Brain؛ ۱۷ مهٔ ۱۹۲۱ – ۱ سپتامبر ۱۹۵۷) یک موسیقی‌دان، آهنگ‌ساز و نوازندهٔ برجستهٔ هورن اهل انگلستان بود. او در خانواده‌ای بدنیا آمد که بابت ساختِ سازهای باکیفیت و عالی هورن شهرت داشتند و همگی اهل موسیقی بودند. دنیس برین دانش‌آموختهٔ آکادمی سلطنتی موسیقی بود و شهرت خودش به‌واسطهٔ محبوب‌ساختن و جا انداختن هورن جهت تک‌نوازی در موسیقی کلاسیک در میان مردم در کشور انگلستان بود. وی با همکاری هربرت فون کارایان و ارکستر فیلارمونیک، آثاری از کنسرتوی هورن ولفگانگ آمادئوس موتسارت ضبط و منتشر کرد که که هنوز به اعتقاد بسیاری، معتبرترین و کامل‌ترین اجرای این اثر هنری موتسارت است.

## زندگی‌نامهٔ مختصر
دنیس برین در ۱۷ مه ۱۹۲۱ در همرسمیت لندن و در خانواده‌ای اهل موسیقی به دنیا آمد. مادرش، ماریون بیلی (۱۸۸۷–۱۹۵۴)، خواننده‌ای در سالن اپرای کاونت گاردن بود و پدرش، آبری هارولد برین، نوازنده اول هورن در ارکستر سمفونیک لندن و به‌عنوان «برجسته‌ترین نوازنده این ساز در بریتانیا در آن زمان» شناخته می‌شد. پدربزرگ پدری‌اش، آلفرد ادوین برین سینیور، و عمویش، آلفرد ادوین برین جونیور، هر دو از نوازندگان برجسته هورن در بریتانیا و در مورد عمویش، در ایالات متحده بودند.
برادر بزرگ‌تر دنیس، لئونارد برین (۱۹۱۵–۱۹۷۵)، به یکی از نوازندگان برجسته ساز ابوا و کر آنگله تبدیل شد و نوازنده اصلی ارکستر رویال فیلارمونیک شد. دنیس برین تحصیلات ابتدایی خود را در مدرسه آمادگی ریچموند هیل و سپس در مدرسه سنت پل لندن گذراند. با اینکه تصور می‌شد او نیز نوازنده هورن شود، پدرش در کودکی او را عمدتاً از این ساز دور نگه داشت، زیرا باور داشت نواختن هورن پیش از رشد دندان‌های دائمی برای کودک مناسب نیست. با این حال، هر شنبه صبح اجازه داشت چند نت روی هورن پدرش بنوازد تا علاقه‌اش حفظ شود. نخستین آموزش‌های موسیقایی او با پیانو و ارگ آغاز شد..
در سال ۱۹۳۶، برین وارد آکادمی سلطنتی موسیقی لندن شد و آموزش هورن را نزد پدرش که استاد این ساز بود آغاز کرد. او همچنین پیانو را نزد مکس پیرانی، ارگ را با جی. دی. کانینگهام و هارمونی را نزد مونتاگو فیلیپس آموخت.
نخستین اجرای حرفه‌ای‌اش در ۶ اکتبر ۱۹۳۸ انجام شد، زمانی که به عنوان نوازنده دوم هورن، در کنار پدرش، در کنسرتوی شماره ۱ براندنبورگِ یوهان سباستیان باخ در سالن کوئینز هال لندن و زیر نظر رهبر ارکستر آدولف بوش نواخت. این اثر شامل دو بخش سنفونیا کنسرتانت برای هورن است.